# مارغريت هنري
مارغريت هنري (بالإنجليزية: Marguerite Henry)‏‏ (13 أبريل 1902 في ميلواكي، ويسكنسن - 26 نوفمبر 1997 في سان دييغو) كاتِبة، وروائية، وكاتبة للأطفال من الولايات المتحدة.

## الجوائز
- جائزة نيوبري
- جائزة نيوبري

## روابط خارجية
- مارغريت هنري على موقع IMDb (الإنجليزية)
- مارغريت هنري على موقع الموسوعة البريطانية (الإنجليزية)
- مارغريت هنري على موقع قاعدة بيانات الفيلم (الإنجليزية)